# Zręby (Czułów)
Zręby – część wieś Czułów w Polsce, położona w województwie małopolskim, w powiecie krakowskim, w gminie Liszki
W latach 1975–1998 Zręby administracyjnie należały do województwa krakowskiego.
Zręby znajdują się w północno-zachodniej części Czułowa na Garbie Tenczyńskim. Na południe od Zrębów znajduje się dolina Zimny Dół, na wschodzie wzgórze Góra Opatrzności (326 m), na zachód Sanka.